# Каштановый лесной певун
Кашта́новый лесно́й певу́н (лат. Setophaga castanea) — вид птиц семейства древесницевых.

## Описание
Летом у самца неповторимое оперение. Оперение макушки, груди и бока имеют каштаново-коричневый цвет. Оперение нижней стороны белое. На лице самец имеет чёрное оперение, которое тянется по сторонам головы. На затылке и со стороны затылка к нижней стороне оперение светло-жёлтое. На чёрно-серых перьях крыльев имеются две белых полоски. Самки окрашены летом значительно более неприметно. в зимнем наряде каштановый лесной певун имеет зеленоватое оперение на голове и на верхней стороне. Оперение груди и бока желтоватые.

## Распространение
Гнездится в хвойных лесах на севере Северной Америки, Канады (Новая Англия, Великие озёра). Зимой мигрирует на север Южной Америки, изредка залетают в Западную Европу.

## Питание
Питается преимущественно насекомыми. Зимой также ягодами, плодами и нектаром.